# 沃尔特·科克
小沃尔顿·科克（英語：Walton Kirk Jr.，1924年9月3日—2012年12月12日），美国NBA联盟前职业篮球运动员。